# 산부쓰지

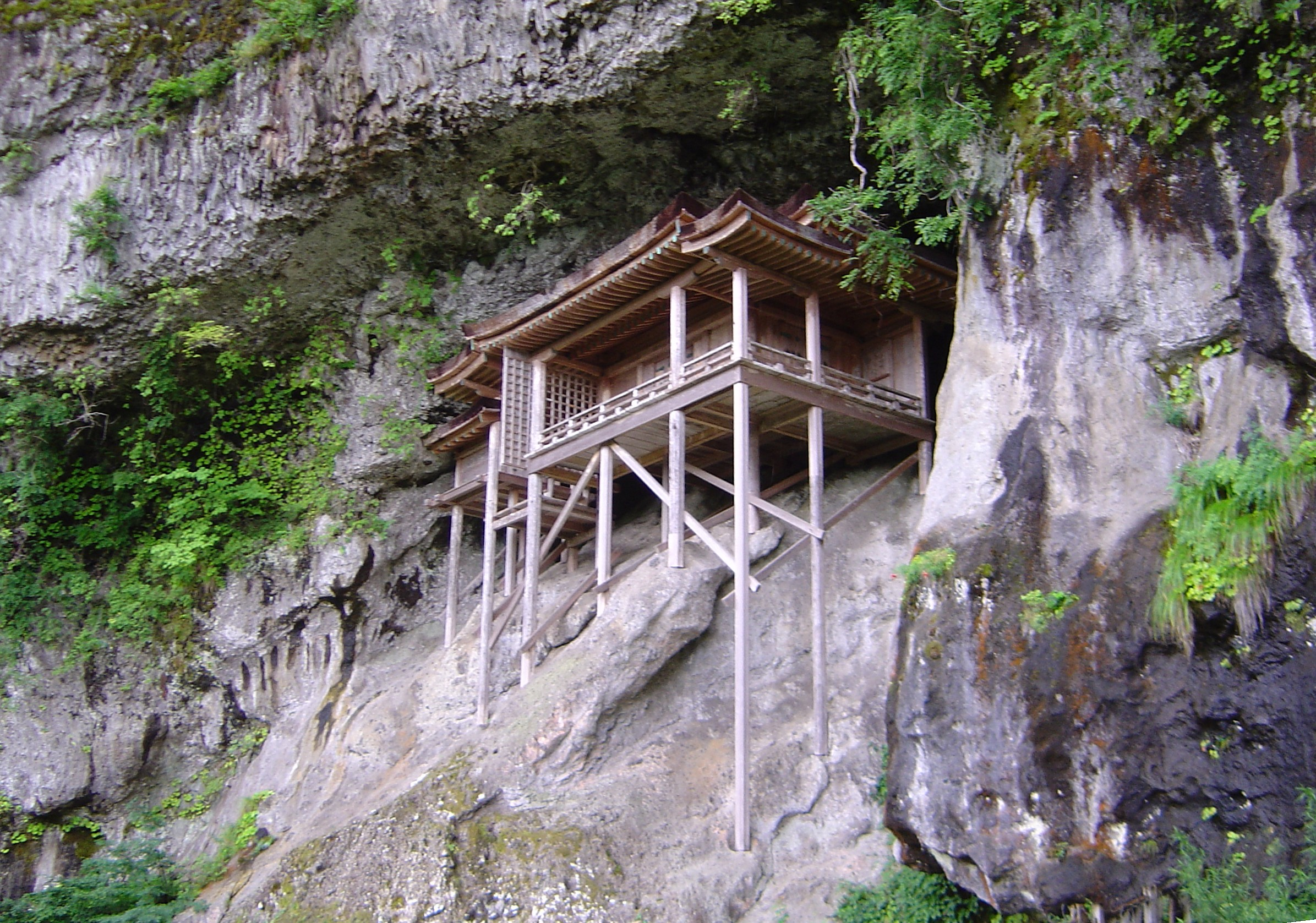
산부쓰지

산부쓰지(三仏寺)는 일본 돗토리현 도하쿠군 미사사정에 있는 천태종 불교 사원이다. 돗토리현 거의 중앙에 위치하는 미토쿠산 (해발 900m)에 있는 산악 사원이다.